# سیارک ۲۲۸۸۸۳
سیارک ۲۲۸۸۸۳ (به انگلیسی: 228883 Cliffsimak، نامگذاری:2003PT4)۲۲۸۸۸۳مین سیارک کشف شده‌است که در ۰۲ اوت ۲۰۰۳ کشف شد.